# Сурін Олександр Володимирович
Олександр Володимирович Сурін (10 грудня 1939—16 листопада 2015) — радянський і російський актор, кінорежисер.

## Життєпис
Закінчив Всесоюзний державний інститут кінематографії (1966, майстерня Ю. Дзигана, Б. Іванова).

## Фільмографія
Режисер-постановник:
- «Балада про комісара» (1967)
- «Дорога додому» (1969)
- «Антрацит» (1971)
- «Два дні тривоги» (1973)
- «Страх висоти» (1975)
- «Територія» (1978)
- «Сашко» (1981)
- «Повернення з орбіти» (1983, Кіностудія ім. О. Довженка; Спеціальний приз і диплом Всесоюзного кінофестивалю в Києві, 1984)
- «Ми веселі, щасливі, талановиті!» (1986)
- «Підпалювачі» (1988)
- «Тисяча доларів в одну сторону» (1991)
- «Уламок Челленджера» (1992)
- «Вадим» (1997, документальний)
- «Квіти від переможців» (1998, за мотивами роману Е. М. Ремарка «Три товариші»)
- «Увага, говорить Москва!» (2005)
- «Доросле життя дівчинки Поліни Суботіної» (2007)

Знявся у стрічках:
- «Часе, вперед!» (1965, епізод)
- «Історія Асі Клячиної, яка любила, та не вийшла заміж» (1966, Степан)
- «Курочка ряба» (1994, Великий приз журі «За вірність темі і за рух художньої свідомості» КФ «Кіношок-94» (Анапа); Степан, чоловік Асі)

Брав участь:
- «Бродвей моєї юності» (1996, т/ф, док. фільм)